# Войт, Дарья Станиславовна
Дарья Станиславовна Войт (при рождении Пустовойтова; род. 11 января 1994, Москва) — российская шахматистка, мастер ФИДЕ (2010), гроссмейстер среди женщин (2017).
В 2002 году выиграла чемпионат России среди мальчиков до 8 лет. В 2011 и 2012 году победила на чемпионате России среди девушек до 18 лет. В 2013 году была второй на чемпионате России среди женщин по быстрым шахматам. В 2014 году стала чемпионкой России среди девушек до 20 лет. В 2016 году победила в чемпионате Москвы среди женщин по блицу и быстрым шахматам. В 2016 году поделила 4-8 место в Суперфинале чемпионата России по шахматам среди женщин в Новосибирске и стала бронзовым призёром (вместе с А. Оболенцевой) Кубка России среди женщин в Ханты-Мансийске.
Участница 32-го чемпионата мира среди юниоров (2014) в г. Пуне, 2-х личных чемпионатов Европы среди мужчин (2017—2018), 3‑х личных чемпионатов Европы среди женщин (2016—2018).

## Изменения рейтинга
| Графики недоступны из-за технических проблем. См. информацию на Фабрикаторе и на mediawiki.org. |